# Bergvlas
Bergvlas (Thesium) is een geslacht uit de sandelhoutfamilie (Santalaceae). De soorten komen voor in Zuid-Amerika, Afrika en Eurazië.

## Soorten
- Thesium acuminatum A.W. Hill
- Thesium acutissimum A. DC.
- Thesium aellenianum Lawalrée
- Thesium affine Schltr.
- Thesium aggregatum A.W. Hill
- Thesium alatum Hilliard & B.L. Burtt
- Thesium albomontanum Compton
- Thesium alpinum L.
- Thesium amicorum Lawalrée
- Thesium andongense Hiern
- Thesium angolense Pilg.
- Thesium angulosum DC.
- Thesium annulatum A.W. Hill
- Thesium annuum Lawalrée
- Thesium aphyllum Mart. ex A. DC.
- Thesium archeri Compton
- Thesium arvense Horv.
- Thesium asperifolium A.W. Hill
- Thesium asterias A.W. Hill
- Thesium atrum A.W.Hill
- Thesium auriculatum Vandas
- Thesium australe R. Br.
- Thesium bangweolense R.E. Fr.
- Thesium bathyschistum Schltr.
- Thesium bavarum Schrank
- Thesium bequaertii Robyns & Lawalrée
- Thesium bergeri Zucc.
- Thesium boissierianum A. DC.
- Thesium bomiense C.Y. Wu ex D.D. Tao
- Thesium brachyanthum Baker
- Thesium brachygyne Schltr.
- Thesium brachyphyllum Boiss.
- Thesium brasiliense A. DC.
- Thesium brevibarbatum Pilg.
- Thesium brevibracteatum P.C. Tam
- Thesium breyeri N.E. Br.
- Thesium bundiense Hilliard
- Thesium burchellii A.W. Hill
- Thesium burkei A.W. Hill
- Thesium caespitosum Robyns & Lawalrée
- Thesium capitatum L.
- Thesium capitellatum A. DC.
- Thesium capituliflorum Sond.
- Thesium cathaicum Hendrych
- Thesium celatum N.E. Br.
- Thesium chimanimaniense Brenan
- Thesium chinense Turcz.
- Thesium cinereum A.W.Hill
- Thesium commutatum Sond.
- Thesium confine Sond.
- Thesium congestum R.A. Dyer
- Thesium conostylum Schltr.
- Thesium cordatum A.W. Hill
- Thesium coriarium A.W. Hill
- Thesium cornigerum A.W. Hill
- Thesium corsalpinum Hendrych
- Thesium crassipes Robyns & Lawalrée
- Thesium cupressoides A.W. Hill
- Thesium cymosum A.W. Hill
- Thesium cytisoides A.W. Hill
- Thesium davidsonae Brenan
- Thesium decaryanum Cavaco & Keraudren
- Thesium deceptum N.E. Br.
- Thesium decipiens Hilliard & B.L. Burtt
- Thesium densiflorum A. DC.
- Thesium densum N.E. Br.
- Thesium disciflorum A.W. Hill
- Thesium disparile N.E. Br.
- Thesium dissitiflorum Schltr.
- Thesium dissitum N.E. Br.
- Thesium divaricatum Jan ex Mert. & W.D.J.Koch
- Thesium diversifolium Sond.
- Thesium dolichomeres Brenen
- Thesium dollineri Murb. ex Velen.
- Thesium doloense Pilg.
- Thesium dumale N.E. Br.
- Thesium durum Hilliard & B.L. Burtt
- Thesium ebracteatum Hayne
- Thesium ecklonianum Sond.
- Thesium elatius Sond.
- Thesium emodi Hendrych
- Thesium equisetoides Welw. ex Hiern
- Thesium ericaefolium A. DC.
- Thesium euphorbioides L.
- Thesium euphrasioides A. DC.
- Thesium exile N.E. Br.
- Thesium fallax Schltr.
- Thesium fanshawei Hilliard
- Thesium fastigiatum A.W. Hill
- Thesium fenarium A.W. Hill
- Thesium filipes A.W.Hill
- Thesium fimbriatum A.W. Hill
- Thesium flexuosum A. DC.
- Thesium foliosum A. DC.
- Thesium fructicosum A.W. Hill
- Thesium fulvum A.W. Hill
- Thesium funale L.
- Thesium fuscum A.W.Hill
- Thesium galioides A. DC.
- Thesium germainii Robyns & Lawalrée
- Thesium glaucescens A.W. Hill
- Thesium glomeratum A.W. Hill
- Thesium glomeruliflorum Sond.
- Thesium goetzeanum Engl.
- Thesium gracilarioides A.W. Hill
- Thesium gracile A.W. Hill
- Thesium gracilentum N.E. Br.
- Thesium griseum Sond.
- Thesium gypsophiloides A.W. Hill
- Thesium hararensis A.G. Mill.
- Thesium helichrysoides A.W. Hill
- Thesium helodes Hilliard
- Thesium hillianum Compton
- Thesium himalense Royle
- Thesium hirsutum A.W. Hill
- Thesium hispanicum Hendrych
- Thesium hispidum Schlect.
- Thesium hockii Robyns & Lawalrée
- Thesium hollandii Compton
- Thesium hookeri Hendrych
- Thesium horridum Pilg.
- Thesium humbertii Cavaco & Keraudren
- Thesium humifusum DC. - Liggend bergvlas
- Thesium humile Vahl
- Thesium hystricoides A.W. Hill
- Thesium hystrix A.W. Hill
- Thesium imbricatum Thunb.
- Thesium impeditum A.W. Hill
- Thesium inhambanense Hilliard
- Thesium inonoense Hilliard
- Thesium inversum N.E. Br.
- Thesium italicum A.DC.
- Thesium jarmilae Hendrych
- Thesium jeanae Brenan
- Thesium juncifolium DC.
- Thesium junodii A.W. Hill
- Thesium karooicum Compton
- Thesium katangense Robyns & Lawalrée
- Thesium kernerianum Simonk.
- Thesium kilimandscharicum Engl.
- Thesium kyrnosum Hendrych
- Thesium lacinulatum A.W. Hill
- Thesium laetum Robyns & Lawalrée
- Thesium leandrianum Cavaco & Keraudren
- Thesium leptocaule Sond.
- Thesium lesliei N.E. Br.
- Thesium leucanthum Gilg
- Thesium lewallei Lawalrée
- Thesium libericum Hepper & Keay
- Thesium lineatum L. f.
- Thesium linophyllon L.
- Thesium linophyllum L.
- Thesium lisae-mariae Stauffer
- Thesium litoreum Brenan
- Thesium lobelioides A. DC.
- Thesium longiflorum Hand.-Mazz.
- Thesium longifolium Turcz.
- Thesium lopollense Hiern
- Thesium losowskii Lawalrée
- Thesium luembense Robyns & Lawalrée
- Thesium lycopodioides Gilg
- Thesium lynesii Robyns & Lawalrée
- Thesium macedonicum Hendrych
- Thesium macrogyne A.W. Hill
- Thesium macrostachyum A. DC.
- Thesium magalismontanum Sond.
- Thesium magnifructum Hilliard
- Thesium malaissei Lawalrée
- Thesium manikense Robyns & Lawalrée
- Thesium marlothii Schltr.
- Thesium masukense Baker ex A.W. Hill
- Thesium matteii Chiov.
- Thesium maximiliani Schltr.
- Thesium megalocarpum A.W.Hill
- Thesium microcephalum A.W. Hill
- Thesium micromeria A. DC.
- Thesium microphyllum Robyns & Lawalrée
- Thesium micropogon A. DC.
- Thesium mossii N.E. Br.
- Thesium mukense A.W. Hill
- Thesium multiramulosum Pilg.
- Thesium myriocladum Baker ex A.W. Hill
- Thesium namaquense Schltr.
- Thesium natalense Sond.
- Thesium nationae A.W. Hill
- Thesium nigricans Rendle
- Thesium nigromontanum Sond.
- Thesium nigrum A.W. Hill
- Thesium nudicaule A.W. Hill
- Thesium nutans Robyns & Lawalrée
- Thesium occidentale A.W. Hill
- Thesium oresigenum Compton
- Thesium orgadophilum P.C. Tam
- Thesium orientale A.W. Hill
- Thesium pallidum A. DC.
- Thesium palliolatum A.W. Hill
- Thesium paniculatum L.
- Thesium parnassi A.DC.
- Thesium paronychioides Sond.
- Thesium passerinoides Robyns & Lawalrée
- Thesium patersonae A.W. Hill
- Thesium patulum A.W. Hill
- Thesium pawlowskianum Lawalrée
- Thesium penicillatum A.W. Hill
- Thesium perrieri Cavaco & Keraudren
- Thesium phyllostachyum Sond.
- Thesium pilosum A.W.Hill
- Thesium pinifolium A. DC.
- Thesium pleuroloma A.W. Hill
- Thesium polycephalum Schltr.
- Thesium polygaloides A.W.Hill
- Thesium pottiae N.E. Br.
- Thesium procerum N.E. Br.
- Thesium procumbens C.A.Mey.
- Thesium prostratum A.W. Hill
- Thesium pseudocystoseiroides Cavaco & Keraudren
- Thesium pseudovirgatum Levyns
- Thesium psilotoides Hance
- Thesium pubescens A. DC.
- Thesium pungens A.W. Hill
- Thesium pycnanthum Schltr.
- Thesium pygmaeum Hilliard
- Thesium pyrenaicum Pourr. - Weidebergvlas
- Thesium quarrei Robyns & Lawalrée
- Thesium quinqueflorum Sond.
- Thesium racemosum Bernh.
- Thesium radicans Hochst. ex A. Rich.
- Thesium ramosoides Hendrych
- Thesium rariflorum Sond.
- Thesium rasum N.E. Br.
- Thesium rectangulum Welw. ex Hiern
- Thesium reekmansii Lawalrée
- Thesium refractum C.A.Mey.
- Thesium remotebracteatum C.Y. Wu & D.D. Tao
- Thesium repandum A.W. Hill
- Thesium resedoides A.W.Hill
- Thesium resinifolium N.E. Br.
- Thesium rigidum Sond.
- Thesium robynsii Lawalrée
- Thesium rogersii A.W. Hill
- Thesium rostratum Mert. & W.D.J.Koch
- Thesium rufescens A.W. Hill
- Thesium saxatile Turcz. ex A. DC.
- Thesium scabridulum A.W. Hill
- Thesium scabrum L.
- Thesium scandens Sond.
- Thesium schaijesii Lawalrée
- Thesium schliebenii Pilg.
- Thesium schmitzii Robyns & Lawalrée
- Thesium schumannianum Schltr.
- Thesium schweinfurthii Engl.
- Thesium scirpioides A.W. Hill
- Thesium scoparium Peter
- Thesium sedifolium A. Dc. ex Levyns
- Thesium selagineum A. DC.
- Thesium semotum N.E. Br.
- Thesium sertulariastrum A.W. Hill
- Thesium setulosum Robyns & Lawalrée
- Thesium shabense Lawalrée
- Thesium singulare Hilliard
- Thesium sommieri Hendrych
- Thesium sonderianum Schltr.
- Thesium spartioides A.W. Hill
- Thesium sphaerocarpum Robyns & Lawalrée
- Thesium spicatum L.
- Thesium spinosum L. f.
- Thesium spinulosum A. DC.
- Thesium squarrosum L. f.
- Thesium strictum P.J. Bergius
- Thesium stuhlmannii Engl.
- Thesium subaphyllum Engl.
- Thesium subsimile N.E. Br.
- Thesium susannae A.W. Hill
- Thesium symoensii Lawalrée
- Thesium szowitsii A.DC.
- Thesium tamariscinum A.W. Hill
- Thesium tenuissimum Hook. f.
- Thesium tepuiense Steyerm.
- Thesium tetragonum A.W.Hill
- Thesium thamnus Robyns & Lawalrée
- Thesium tongolicum Hendrych
- Thesium translucens A.W. Hill
- Thesium transvaalense Schltr.
- Thesium triflorum Thunb. ex L. f.
- Thesium triste A.W.Hill
- Thesium ulugurense Engl.
- Thesium umbelliferum A.W. Hill
- Thesium unyikense Engl.
- Thesium urceolatum A.W. Hill
- Thesium urundiense Robyns & Lawalrée
- Thesium ussanguense Engl.
- Thesium utile A.W. Hill
- Thesium vahrmeijeri Brenan
- Thesium vimineum Robyns & Lawalrée
- Thesium virens A. DC.
- Thesium virgatum Lam.
- Thesium viride A.W.Hill
- Thesium viridifolium Levyns
- Thesium vlachorum Aldén
- Thesium welwitschii Hiern
- Thesium white-hillense Compton
- Thesium whyteanum Rendle
- Thesium wilczekianum Lawalrée
- Thesium xerophyticum A.W. Hill
- Thesium zeyheri A. DC.

... · 
Anthobolus · 
Thesium (Bergvlas) · 
Santalum · 
Viscum · 
...